# Опеньок

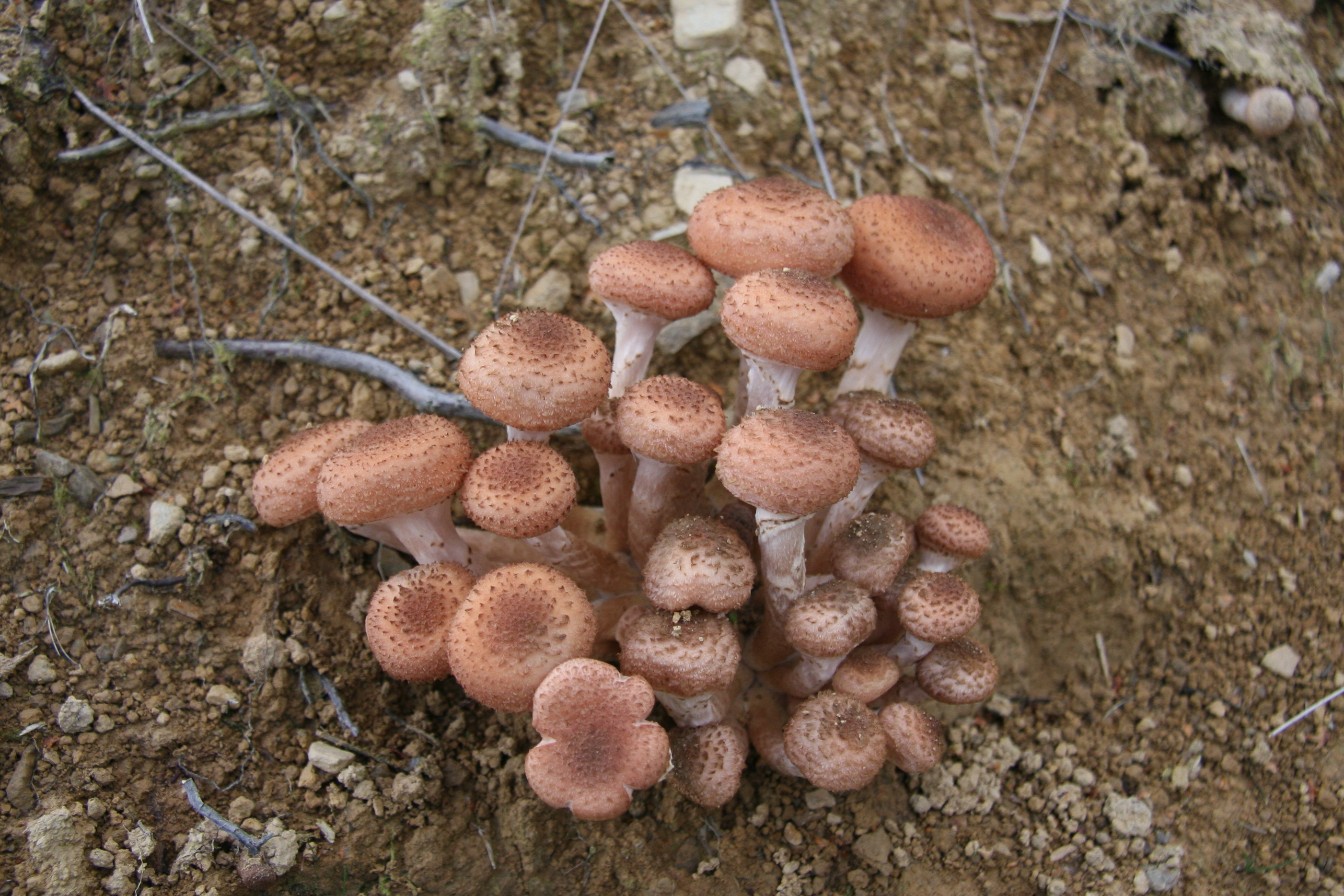
Типовий представник групи — Опеньок осінній (Armillaria ostoyae), помилково визначий як Armillaria mellae

Опе́ньок — народна назва несистематичної групи грибів. Звичайно опеньками називають пластинчасті шапкові гриби, що ростуть на пнях, деревині; деякі ростуть зовсім в інших екологічних умовах (опеньок луговий), але зовнішнім виглядом плодових тіл дуже нагадують ці ксилотрофні гриби. Опеньком також називають рід грибів Armillaria.
До опеньків належать добре відомі їстівні гриби, а також подібні до них неїстівні та отруйні, які називають несправжніми опеньками.
Види:
- Гриб зимовий, опеньок зимовий (Flammulina velutipes)
- Опеньок весняний (Collybia dryophilia)
- Опеньок літній (Kuehneromyces mutabilis)
- Опеньок луговий (Marasmius oreades)
- Опеньок осінній (Armillaria ostoyae)
- Опеньок сірчано-жовтий несправжній (Hypholoma fasciculare)
- Опеньок цегляно-червоний (Hypholoma lateritium)
- Рядовка червона (Trycholoma robustum)